# NGC 6090
NGC 6090 (другие обозначения — UGC 10267, IRAS16104+5235, MCG 9-26-64, ZWG 275.29, MK 496, ZWG 276.2, KCPG 486B, 1ZW 135, VV 626, PGC 57437) — галактика в созвездии Дракон.
Этот объект входит в число перечисленных в оригинальной редакции «Нового общего каталога».